# Blepisanis collaris
Blepisanis collaris là một loài bọ cánh cứng trong họ Cerambycidae.